# Дампер (страва)
Дампер (англ. Damper) — традиційний австралійській содовий хліб, історично готувався бродячими працівниками, погоничами, скотарями і іншими мандрівниками. В основі це хліб з пшеничного борошна, традиційно запеченого у вугіллі біля багаття або в табірній печі. Дампер — знакова австралійська страва. Він також готується в кемпінгових умовах в Новій Зеландії та Великій Британії, і це вже багато десятиліть. 
Дампер спочатку виготовляли скотарі, які подорожували у віддалені райони протягом тривалого періоду, маючи лише основний раціон з борошна, цукру та чаю, доповнених будь-яким м'ясом. Основними інгредієнтами дампера були борошно, вода та іноді молоко. Харчова сода може використовуватися як розпушувач. Дампер зазвичай готувався у попелі біля багаття. Попіл розгладжувався, а дампер готувався там десять хвилин. Після цього його засипали попелом і готували ще 20–30 хвилин, поки не лунала порожнеча при постукуванні. Як варіант, дампер готували в змащеній табірній печі. Дампер їли з сушеним або вареним м'ясом або золотим сиропом. 